# Band-e Amir
Band-e Amir (en persa: بند امیر) es una serie de seis profundos lagos azules separados por diques naturales hechos de travertino, un depósito mineral. Los lagos están situados en las montañas del Hindu Kush del Afganistán central aproximadamente a 3000 metros de altura, al oeste de los famosos Budas de Bamiyán.
Fueron creados por el agua rica en dióxido de carbono que rezuma de las fallas y fracturas y deposita carbonato de calcio precipitado en forma de paredes de mármol travertino que hoy almacenan el agua de estos lagos. Band-e Amir es uno de los pocos lagos naturales poco comunes en el mundo que fueron creados por los sistemas de travertino, todos los cuales se encuentran en la lista del Patrimonio Mundial de la Unesco.

## Historia
El nombre Band-e Amir literalmente significa "Presa del Emir" que se cree una referencia a Alí, el cuarto califa de los musulmanes. La zona está dominada por los hazaras, quienes constituyen alrededor del 8-15% de la población afgana y la mayor parte de ellos son chiítas.
Band-e Amir iba a convertirse en el primer parque nacional de Afganistán en los años sesenta pero se retrasó debido a crisis políticas y las décadas de guerra. Parte de la película bollywoodiense "Dharmatma" de 1975, con Feroz Khan y Hema Malini, se filmó en esta área.
En 2004, Band-e Amir obtuvo al reconocimiento como lugar Patrimonio de la Humanidad.
En 2009 Band-e Amir se convirtió, finalmente, en el primer parque nacional de Afganistán. Para 2013, alrededor de seis mil turistas locales visitaron el parque nacional cada año. La zona está protegida por un pequeño número de guardas.